# Coll de Granier
El coll de Granier (en francès col du Granier) és un port de muntanya dels Alps, que es troba al departament de la Savoia, a la regió d'Alvèrnia-Roine-Alps. El coll corona a 1.134 msnm i uneix les viles d'Entremont-le-Vieux (sud), Apremont (nord) i Chapareillan (est). Es troba entre el Mont Granier (1.933 m) (sud-est) i el Mont Joigny (1.558 m) (nord-oest). El coll ha estat superat en diverses edicions pel Tour de França.

## Detalls de l'ascensió
Des del nord, l'ascensió s'inicia a Chambéry, des d'on es fa el cim després de 15,3 km de pujada, en què se superen 864 metres de desnivell a una mitjana del 5,6%.
Des de Chapareillan (est), l'ascensió (per la D285) té 9,7 km de llargada, en què se superen 845 metres a una mitjana del 8,6%, i rampes que arriben fins al 17,9%.
Des de St-Pierre-d'Entremont (sud), l'ascensió té 9,4 km. de llargada a una mitjana del 5,3%, i en què se superen 494 m de desnivell.

## Aparicions al Tour de França
La primera vegada en què el port fou inclòs en el recorregut del Tour de França fou en l'edició de 1947 i des d'aleshores s'ha pujat en 17 ocasions, generalment catalogat com a port de 1a o 2a categoria. La darrera ocasió en què es va superar fou en la 12 etapa del Tour del 2012, entre Saint-Jean-de-Maurienne i Annonay-Davézieux, i pujant des de Chapareillan.
| Any  | Etapa | Categoria    | Direcció aproximació | Inici                   | Final             | Primer al cim            |
| ---- | ----- | ------------ | -------------------- | ----------------------- | ----------------- | ------------------------ |
| 2012 | 12    | 1            | Est                  | Saint-Jean-de-Maurienne | Annonay-Davézieux | Robert Kišerlovski (CRO) |
| 1998 | 16    | 2            | Sud                  | Vizille                 | Albertville       | Stéphane Heulot (FRA)    |
| 1989 | 19    | 2            | Nord                 | Villard-de-Lans         | Briançon          | Pedro Delgado (ESP)      |
| 1985 | 12    | 2            | Nord                 | Morzine                 | Lans-en-Vercors   | Reynel Montoya (COL)     |
| 1983 | 17    | 2            | Sud                  | La Tour-du-Pin          | L'Alpe d'Huez     | Christian Jourdan (FRA)  |
| 1978 | 17    | 2            | Sud                  | Grenoble                | Morzine           | Hennie Kuiper (NED)      |
| 1972 | 14b   | 1            | Est                  | Valloire                | Aix-les-Bains     | Lucien Van Impe (BEL)    |
| 1970 | 12    | 1            | Nord                 | Thonon-les-Bains        | Grenoble          | Andrés Gandarias (ESP)   |
| 1968 | 18    | 1            | Nord                 | Saint-Etienne           | Grenoble          | Roger Pingeon (FRA)      |
| 1965 | 17    | 2            | Sud                  | Briançon                | Aix-les-Bains     | Julio Jiménez (ESP)      |
| 1962 | 19    | 2            | Sud                  | Briançon                | Aix-les-Bains     | Raymond Poulidor (FRA)   |
| 1961 | 9     | 1            | Nord                 | Saint-Etienne           | Grenoble          | Charly Gaul (LUX)        |
| 1960 | 17    | 2            | Sud                  | Briançon                | Aix-les-Bains     | René Marigil (ESP)       |
| 1958 | 21    | 2            | Sud                  | Briançon                | Aix-les-Bains     | Charly Gaul (LUX)        |
| 1951 | 21    | 2            | Sud                  | Briançon                | Aix-les-Bains     | Bernardo Ruiz (ESP)      |
| 1948 | 14    | No puntuable | Sud                  | Briançon                | Aix-les-Bains     | Gino Bartali (ITA)       |
| 1947 | 7     | 1            | Nord                 | Lió                     | Grenoble          | Pierre Brambilla (ITA)   |